# Stanisława Nikodym
Stanisława Nikodym (de soltera Liliental; 2 de julio de 1897 - 25 de marzo de 1988) fue una matemática y artista polaca. Es conocida por sus resultados en la hipótesis del continuo, especialmente en los continuos jordanos.

## Vida
Stanisława Dorota Liliental nació en Varsovia, hija de Regina Lilientalowa, etnógrafa, y Nathan Liliental. Stanisława tenía un hermano menor, Antoni (nacido en 1908). Asistió a la escuela primaria Helena Skłodowska-Szalay y durante 7 años a la escuela privada para mujeres de Varsovia. Se unió a la Universidad de Varsovia en 1916, leyendo matemáticas con Stefan Mazurkiewicz, Zygmunt Janiszewski y Wacław Sierpiński.
Se casó con el matemático Otto M. Nikodym en 1924 y se unió a él en Cracovia. Bajo la supervisión de Mazurkiewicz, obtuvo el título de doctor en la Universidad Jaguelónica en 1925. Fue la primera mujer en Polonia en obtener un doctorado en matemáticas.
Recibiendo financiación del gobierno para estudiar en París, ella y Otto asistieron a la Sorbona durante dos años a partir de 1926. En 1930 regresaron a Varsovia. Consiguió un empleo en la Politécnica de Varsovia, trabajando con Franciszek Leja hasta 1936, cuando él se fue a Cracovia.
Su hermano, Antoni, químico y oficial del ejército polaco, fue asesinado por los rusos durante la masacre de Katyn en 1940. Bajo la ocupación nazi alemana de Polonia, se suprimieron las ocupaciones "innecesarias", incluida la educación superior. Los Nikodyms impartían clases clandestinas de matemáticas a pesar del peligro de castigo. En el Levantamiento de Varsovia de 1944, ella y su marido perdieron sus posesiones, incluidas varias obras matemáticas inéditas. Se trasladaron a Bélgica para un congreso de matemáticos en 1946, y Otto dio conferencias en varias ciudades europeas, antes de emigrar a Estados Unidos, estableciéndose en Gambier, Ohio.
Después de la muerte de su marido en 1974, donó sus documentos y pinturas al Centro Briscoe de Historia Americana de la Universidad de Texas en Austin. Stanisława Nikodym murió en Varsovia en 1988.

## Carrera

### Matemáticas
Mientras estaba de licencia en la universidad entre 1918 y 1919, Stanisława enseñó matemáticas a soldados del ejército polaco.
Su tesis doctoral se tituló "Sobre la desconexión del plano por conjuntos conexos y continuos". Publicó tres libros y varios artículos antes de que estallara la Segunda Guerra Mundial.
Entre sus hallazgos se encuentran las condiciones necesarias y suficientes para que un subcontinuo de un continuo jordano sea jordano. También estableció que si la intersección y la unión de dos conjuntos cerrados son continuos jordanos, entonces también lo son los conjuntos mismos.
En la década de 1940, enseñó matemáticas en el Kenyon College de Gambier, Ohio, donde su marido también era miembro del cuerpo docente.

### Arte
Cuando era estudiante, Liliental participó en actividades de pintura al aire libre en Sandomierz. Pintó el paisaje urbano varias veces con acuarela a lo largo de muchos años en el período de entreguerras a partir de 1922. Las obras resultantes fueron presentadas en una exposición en 1933, después de lo cual las donó al Museo del Distrito de Sandomierz, donde permanecen hasta el día de hoy.

## Obras seleccionadas
- Nikodym, Stanisława (1925). «Sur les coupures du plan faites par les ensembles connexes et les continus». Fundamenta Mathematicae 7: 15-23. doi:10.4064/fm-7-1-15-23.
- Nikodym, Otto; Nikodym, Stanisława (1936). Wstęp do rachunku rózniczkowego (en polaco). Warsaw: Nasza Księgarnia.
- Nikodym, Stanisława (1948). Wzory i krótkie repetytorium matematyki. Poznań: Księgarnia W. Wilka.
- Nikodym, Otto; Nikodym, Stanisława (1954). «Sur l'extension des corps algébriques abstraits par un procédé généralisé de Cantor». Rendiconti dell'Accademia Nazionale dei Lincei (Classe di Scienze Fisiche, Matematiche e Naturali). 8 17.
- Nikodym, Otto; Nikodym, Stanisława (1957). «Some theorems on divisibility of infinite cardinals». Archiv der Mathematik 8 (2): 96-103. doi:10.1007/BF01900432.